# Vasilikí Anastasiádou
Vasilikí Anastasiádou (en grec moderne : Βασιλική Αναστασιάδου), née le 3 mai 1958 à Nicosie est une 
avocate et femme politique chypriote.
Le 1er mars 2018, elle est nommée ministre des Transports, des Communications et des Travaux publics dans le gouvernement Anastasiádis II.

## Biographie

### Enfance et études
Vasilikí Anastasiádou naît le 3 mai 1958 à Nicosie.

### Vie privée
Elle est mariée à Stelios Anastasiadis et a une fille et un fils.

## Carrières politique
Le 1er mars 2018, elle a été nommée ministre des Transports, des Communications et des Travaux publics dans le gouvernement Anastasiádis II. Son mandat a pris fin le 3 décembre 2019.